# Phlyctidocarpa
Genre
Espèce
Phlyctidocarpa est un genre de plantes à fleurs de la famille des Apiaceae.
Le genre est monotypique. Il ne comprend qu'une seul espèce, Phlyctidocarpa flava, endémique de Namibie.

## Publication originale
- Cannon, J.F.M. & Theobald, W.L. (1967) Mitteilungen der Botanischen Staatssammlung München 6: 479.